# Ernie Fletcher
Ernest Lee Fletcher, detto Ernie (Mount Sterling, 12 novembre 1952), è un politico e fisico statunitense, governatore del Kentucky dal 2003 al 2007 ed in precedenza membro della Camera dei Rappresentanti per lo stesso stato dal 1999 al 2003.